# Рудолф (Анхалт-Цербст)
Вижте пояснителната страница за други личности с името Рудолф.
Рудолф фон Анхалт-Цербст (на немски: Rudolf von Anhalt-Zerbst, * 28 октомври 1576 в Харцгероде, † 20 август 1621 в Цербст) от род Аскани е княз на Анхалт-Цербст от 1606 до 1621 г.
Той е петият син на княз Йоахим Ернст фон Анхалт (1536–1586) и втората му съпруга Елеонора (1552–1618), дъщеря на херцог Христоф фон Вюртемберг.
На 21 ноември 1601 г. Рудолф се записва да следва в университета в Сиена. През 1602 г. се завръща обратно в Десау. От 1603 г. той живее в двора на Цербст и подарява библиотека на тамошната гимназия Francisceum.
След няколкогодишно общо управление с братята му, през 1606 г. Рудолф получава Анхалт-Цербст и възстановява замъка Цербст (славянски воден замък от 1196 г.).
През 1618 г. Рудолф е приет чрез брат му Лудвиг в литературното общество Fruchtbringende Gesellschaft.
На 45 години Рудолф умира в Цербст и е погребан в тамошната църква „Св. Бартоломей“.

## Фамилия
На 29 декември 1605 г. Рудолф се жени във Волфенбютел за Доротея Хедвига (1587–1609), дъщеря на херцог Хайнрих Юлий фон Брауншвайг-Волфенбютел, с която има деца:
- дъщеря (*/† 1606)
- Доротея (1607-1634)

∞ 1623 херцог Август II Млади фон Брауншвайг-Волфенбютел (1579–1666)
- Елеонора (1608-1680)

∞ 1632 херцог Фридрих фон Шлезвиг-Холщайн-Норбург (1581-1658)
- дъщеря (*/† 1609)

На 31 август 1612 г. в Олденбург Рудолф се жени втори път – за Магдалена (1585–1657), дъщеря на граф Йохан XVI фон Олденбург. През 1667 г. братът на Магдалена завещава Господство Йевер на Дом Анхалт-Цербст. Рудолф и Магдалена имат децата:
- Елизабет (1617–1639)
- Йохан VI (1621–1667), княз на Анхалт-Цербст

∞ 1649 принцеса София Августа фон Шлезвиг-Холщайн-Готорп (1630–1680), (1630–1680)